# Kathrin Wilhelm
Kathrin Wilhelm  (* 8. Juni 1981 in Sölden) ist eine ehemalige österreichische Skirennläuferin.

## Biografie
Die in Sölden geborene Wilhelm stand schon mit 2½ Jahren das erste Mal auf Skiern. 1991 nach mehreren Juniorenrennen wurde sie in die Skihauptschule in Neustift aufgenommen. 1995 nach abgeschlossener Hauptschulausbildung ging sie ins Skigymnasium nach Stams. Im Juli 2000 machte Wilhelm die Matura. Nach dieser absolvierte sie beim Österreichischen Bundesheer eine sechswöchige Grundausbildung, um in weiterer Folge ihre Karriere im Heeressportzentrum fortzusetzen.
Als Heeressportlerin wurde sie bei den Junioren-Weltmeisterschaften 2000 in Québec Weltmeisterin im Super-G. Im Jahr darauf, bei den Junioren-Weltmeisterschaften 2001 in Verbier, wurde sie abermals Weltmeisterin im Super-G. Ihr Debüt im Weltcup gab sie 2000 beim Weltcupfinale in Bormio, wo sie den 20. Platz erreichte. Im Jahr 2001 wurde Wilhelm, nach sehr guten Leistungen im Europacup, in den A-Kader des ÖSV aufgenommen. Seitdem fuhr sie hauptsächlich im Weltcup. Ihr bestes Resultat im Weltcup war der vierte Platz im Dezember 2006 beim Super-G in Lake Louise.

## Erfolge

### Weltcup
Saison 2005/2006: 25.Weltcup Gesamtwertung SG
Saison 2006/2007: 20.Weltcup Gesamtwertung SG
4 Top-10-Plätze im Weltcup:
4. im SG in Lake Luise 2006 - 8. im SG Reiteralm 2006 - 8. im SG St. Moritz 2006 - 10. in der DH in Lake Luise 2002

### Europacupsiege
| Datum           | Ort           | Land       | Disziplin |
| --------------- | ------------- | ---------- | --------- |
| 16. März 2002   | La Clusaz     | Frankreich | Super-G   |
| 5. Jänner 2004  | Tignes        | Frankreich | Super-G   |
| 2. Februar 2004 | Bardonecchia  | Italien    | Super-G   |
| 3. Februar 2004 | Bardonecchia  | Italien    | Super-G   |
| 8. März 2004    | Sierra Nevada | Spanien    | Super-G   |

### Weitere Erfolge
- 2-fache Juniorenweltmeisterin im Super-G (2000 in Québec und 2001 in Verbier)
- 2 Siege in FIS-Rennen